# Дивово (Московская область)
Дивово — деревня в Сергиево-Посадском районе Московской области России, входит в состав сельского поселения Березняковское.

## Население
| 1859 | 1895 | 1905 | 1926 | 2002 | 2006 | 2010 |
| ---- | ---- | ---- | ---- | ---- | ---- | ---- |
| 231  | ↘169 | →169 | ↗198 | ↘12  | ↗14  | ↘3   |

## География
Деревня Дивово расположена на севере Московской области, в восточной части Сергиево-Посадского района, примерно в 68 км к северу от Московской кольцевой автодороги и 17 км к северо-востоку от станции Сергиев Посад Ярославского направления Московской железной дороги, по левому берегу речки Звенигородки бассейна Клязьмы.
В 3,5 км западнее деревни проходит Ярославское шоссе М8, в 7,5 км юго-западнее — Московское большое кольцо А108, в 8 км к северу — автодорога Р75 Александров — Владимир. Ближайшие сельские населённые пункты — деревни Гальнево, Истомино и Никульское.
К деревне приписано садоводческое товарищество (СНТ).

## История
В «Списке населённых мест» 1862 года — владельческое сельцо 2-го стана Александровского уезда Владимирской губернии по правую сторону Ярославского шоссе от границы Дмитровского уезда к Переяславскому, в 23 верстах от уездного города и 35 верстах от становой квартиры, при прудах, с 23 дворами и 231 жителем (109 мужчин, 122 женщины).
По данным на 1895 год — сельцо Рогачёвской волости Александровского уезда с 169 жителями (79 мужчин, 90 женщин). Основным промыслом населения являлось хлебопашество, в зимнее время женщины и подростки занимались размоткой шёлка и клеением гильз, 45 человек, включая 3 подростков, уезжали в качестве рабочих на отхожий промысел на фабрики Александровского уезда.
1923—1929 гг. — центр Дивовского сельсовета Рогачёвской волости.
По материалам Всесоюзной переписи населения 1926 года — деревня Дивовского сельсовета Рогачёвской волости Сергиевского уезда Московской губернии в 10,7 км от Ярославского шоссе и 21,3 км от станции Сергиево Северной железной дороги; проживало 198 человек (99 мужчин, 99 женщин), насчитывалось 41 крестьянское хозяйство.
С 1929 года — населённый пункт Московской области в составе:
- Дивовского сельсовета Сергиевского района (1929—1930)[14],
- Дивовского сельсовета Загорского района (1930—1954)[15],
- Бужаниновского сельсовета Загорского района (1954—1963, 1965—1991)[15][16][17],
- Бужаниновского сельсовета Мытищинского укрупнённого сельского района (1963—1965)[16],
- Бужаниновского сельсовета Сергиево-Посадского района (1991—1994)[17],
- Бужаниновского сельского округа Сергиево-Посадского района (1994—2006)[18],
- сельского поселения Березняковское Сергиево-Посадского района (2006 — н. в.)[19][20].